# Leptopelis anchietae
Leptopelis anchietae es una especie de anfibios de la familia Arthroleptidae.
Es endémica de Angola.
Su hábitat natural incluye sabanas sequisimas, sabanas húmedas, ríos, pantanos, marismas de agua fresca y corrientes intermitentes de agua.